# Aleksej Petrovič Romanov
Lo zarevic Aleksej Petrovič Romanov (in russo Алексей Петрович), (Mosca, 28 febbraio 1690 – San Pietroburgo, 26 giugno 1718) era figlio dello zar Pietro il Grande e della sua prima moglie Evdokija Lopuchina.

## Biografia

### L'infanzia
Il giovane Alessio venne cresciuto dalla madre e crebbe in un'atmosfera di odio verso il padre Pietro il Grande. Le relazioni di Alessio con il padre risentirono sicuramente dei dissapori intercorsi tra il padre stesso e sua madre e gli risultava quindi difficile provare affetto per quello che egli stesso riteneva essere il persecutore di sua madre. Dai 6 ai 9 anni Alessio venne educato dal suo tutore, Vjazemskij, ma dopo il bando rivolto alla madre da Pietro il Grande, che la confinò nel Convento dell'Intercessione di Suzdal', Alessio venne affidato alle cure di insegnanti che gli impartirono lezioni di storia, geografia, matematica e francese.

### La carriera militare

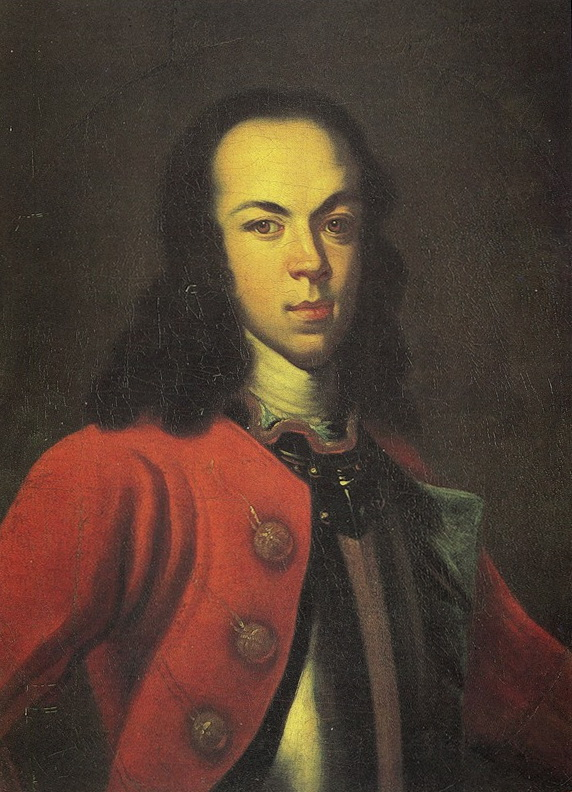
Ritratto di Alessio di Russia, eseguito da Johann Gottfried Tannauer, c. 1712-16, Museo di Russia di San Pietroburgo

Nel 1703 ad Alessio venne ordinato dal padre di perseguire la carriera militare in un personale reggimento di artiglieria. Nel 1704 era presente alla presa di Narva. In questo periodo i precettori dello zarevic avevano le più alte opinioni circa le sue abilità. Alessio aveva anche appreso molte conoscenze di archeologia ed ecclesiologia. Pietro intendeva sacrificare il proprio figlio ed erede alla causa del servizio dello stato russo e perciò gli affidò numerosi impieghi  in modo da mantenere e migliorare la condizione di benessere della Russia.
Pessime relazioni tra padre e figlio, a parte le personali antipatie, erano inevitabili. L'ulteriore sfortuna di Alessio fu quella di non essere stato cresciuto dal padre, che lo giudicava perciò dotato di poca determinazione e carattere. Egli venne lasciato nelle mani di boiardi reazionari e di sacerdoti che lo incoraggiarono ad odiare il padre e ad intraprendere una congiura per detronizzarlo.
Nel 1708 Pietro inviò Alessio a Smolensk per raccogliere provviste e reclute, e successivamente a Mosca per fortificare la città contro le invasioni di Carlo XII di Svezia. Alla fine del 1709, Alessio si recò a Dresda per un anno. Qui terminò i propri studi di francese, tedesco, matematica e fortificazione militare. Al termine dei suoi studi, Alessio sposò (profondamente contrariato nel suo animo) la principessa Carlotta Cristina di Brunswick-Wolfenbüttel (1694–1715), la cui famiglia era legata, per matrimoni, alle più importanti casate d'Europa (Elisabetta Cristina, sorella di Carlotta, aveva sposato Carlo VI d'Asburgo).
In teoria Alessio avrebbe potuto rifiutare questo matrimonio e più volte, anche per iscritto, aveva incoraggiato il padre a desistere da questo suo progetto. Tuttavia dalla moglie ebbe due figli: Natal'ja Alekseevna Romanova ed il futuro Pietro II di Russia. Il contratto di matrimonio venne comunque siglato il settembre 1711. Il matrimonio venne celebrato a Torgau, nel Castello Hartenfels residenza della regina di Polonia Cristiana Eberardina di Brandeburgo-Bayreuth, il 14 ottobre 1711.
Il matrimonio dimostrò però subito di non essere dei più solidi: Alessio pretese camere separate e ignorò praticamente la moglie in tutte le occasioni pubbliche. Tre settimane dopo venne inviato a Toruń dal padre per sovrintendere all'approvvigionamento delle truppe russe in Polonia. Per i successivi dodici mesi Alessio venne tenuto in costante movimento.
La moglie lo raggiunse a Toruń nel dicembre dello stesso anno, ma nell'aprile del 1712 un ordine perentorio lo obbligò a lasciare le armate di Pomerania e nell'autunno dello stesso anno venne obbligato a seguire il padre in un'ispezione in Finlandia. Alla nascita della prima figlia, Natal'ja, nel 1714, Alessio ammise a corte anche la propria amante finlandese con cui da tempo aveva intrapreso una relazione, Afrosina.

### L'autoesilio
Subito dopo il suo ritorno dalla Finlandia, Alessio venne inviato dal padre a Staraja Russa e sul lago Ladoga per supervisionare la costruzione delle nuove navi della flotta russa. Questo fu l'ultimo incarico che Pietro il Grande affidò al figlio: egli si lamentava spesso della poca solerzia ed entusiasmo che il figlio dedicava agli affari di stato.
Comunque Pietro fece un suo ultimo richiamo al figlio. L'11 ottobre 1715 Carlotta morì dopo aver dato alla luce un figlio, il granduca Pietro, il futuro zar Pietro II. Il giorno del funerale, Pietro inviò ad Alessio un'ulteriore lettera, in cui lo esortava a prendersi cura degli affari di stato. Pietro lo minacciò con questa lettera di negargli i diritti di successione al trono e Alessio scrisse una risposta con la quale chiedeva al padre di poter cedere questi suoi diritti al figlio. Inoltre, nel gennaio del 1716, Alessio chiese al padre il permesso di divenire monaco.
Pietro non si perse d'animo. Il 26 agosto 1716 scrisse ad Alessio dall'estero, intimandogli che, se avesse voluto rimanere zarevic, avrebbe dovuto seguirlo con le armate senza scuse. A quest'ultima provocazione, Alessio fuggì a Vienna e si pose sotto la protezione del cognato, l'imperatore Carlo VI d'Asburgo, che lo tenne in salvo, dapprima nella fortezza tirolese di Ahrenberg, ed alla fine al Castel Sant'Elmo a Napoli. In questo viaggio venne accompagnato dall'amante, Afrosina. L'imperatore aveva sincere simpatie per Alessio, dal momento che riteneva che suo padre avesse tutt'altro che buone intenzioni nei suoi confronti e, per meglio vagliare la delicatezza della questione, scrisse anche a Giorgio d'Inghilterra. Pietro si sentì insultato: la fuga dello zarevic in un'altra nazione era un riprovevole scandalo e doveva riportare Alessio in Russia a tutti i costi. Ciò fu possibile solo con il supporto del conte Pëtr Andreevič Tolstoj, il più subdolo e senza scrupoli dei fedelissimi di Pietro il Grande.

### Il ritorno
Alessio fece sapere che sarebbe tornato spontaneamente in Russia solo qualora il padre gli avesse consentito di rinunciare ai propri diritti al trono, vivendo in pace e sposandosi con Afrosina. Il 31 gennaio 1718 lo zarevic raggiunse Mosca. Pietro, d'altro canto, era intenzionato ad istituire un tribunale speciale per indagare a fondo sul motivo della fuga del figlio. Il 18 febbraio ad Alessio venne estorta una confessione che coinvolgeva molti dei suoi amici e quindi, solo a quel momento, gli venne permesso pubblicamente di rinunciare ai propri diritti di successione in favore del figlio. Questo fu certamente uno dei momenti più drammatici del regno di Pietro; la zarina Evdokija venne accusata di adulterio, mentre gli amici di Alessio vennero impalati, sfiniti alla ruota o condannati a morte. Tutto questo veniva fatto, nelle intenzioni di Pietro il Grande, per spaventare ed isolare lo zarevic.

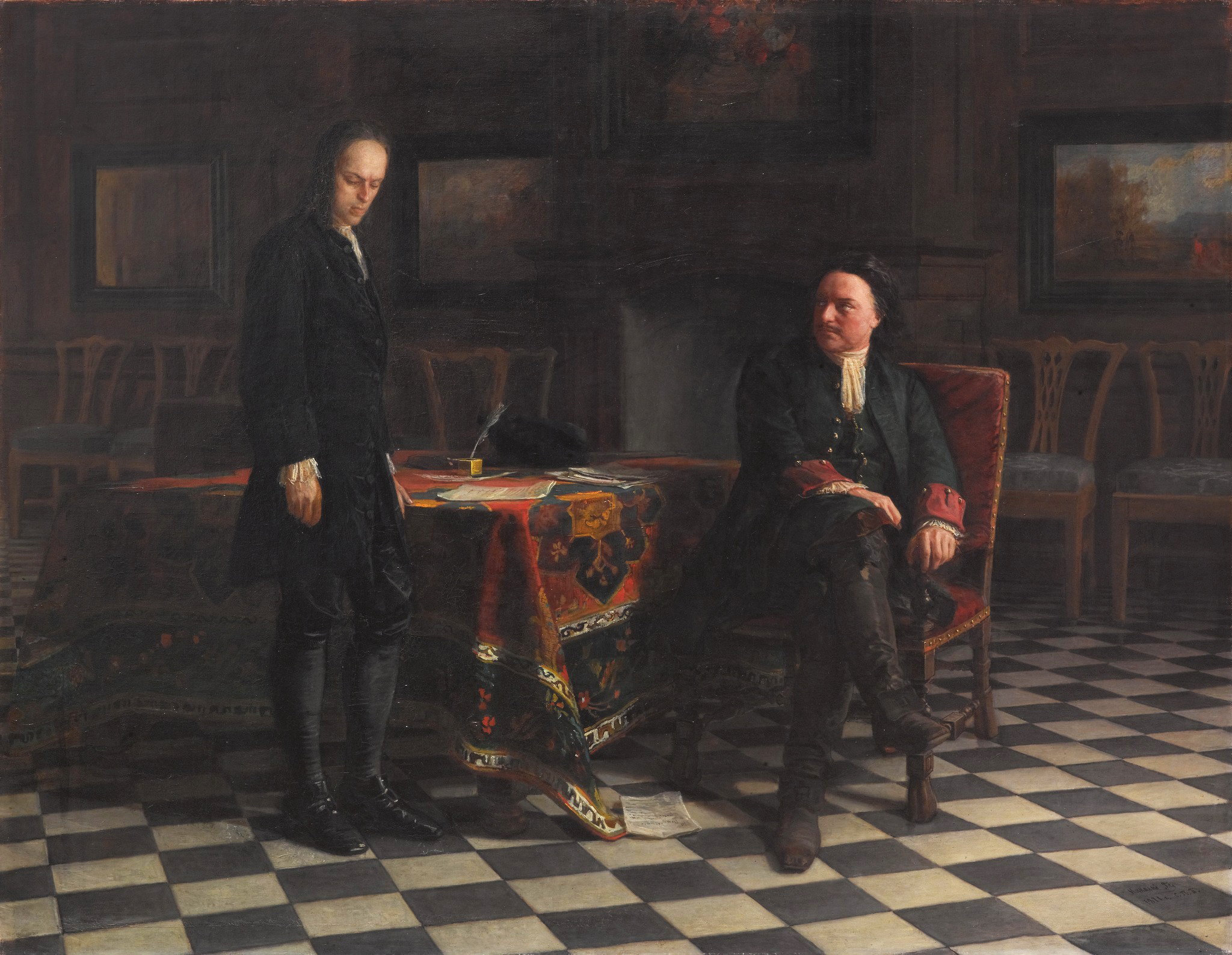
Pietro I interroga lo zarevic Alessio a Peterhof, dipinto storico di Nikolaj Ge, 1871, Galleria Tret'jakov, Mosca

Nell'aprile 1718 nuove confessioni vennero estorte da e contro Alessio. Tra queste vi furono le parole dell'amante Afrosina, che era stata obbligata a giurare che Alessio aveva cospirato con i conservatori con la precisa intenzione di detronizzare il padre.
Per Pietro il Grande questa era la peggiore delle offese; egli vedeva ora in suo figlio un traditore, ma non dimenticava la volontà del medesimo, che gli aveva chiesto di ritornare pacificamente in Russia. La questione venne portata dinnanzi al Consiglio di stato, che comprendeva sacerdoti, senatori, ministri e altri dignitari, il 13 giugno 1718.
A mezzogiorno del 24 giugno, i dignitari temporali — i 126 elementi che componevano la corte di giustizia straordinaria — dichiararono Alessio colpevole e lo condannarono a morte. Continuò comunque un esame accurato del condannato per tortura, per non nascondere a Pietro ogni possibile collusione.
Il 19 giugno lo zarevic venne frustato venticinque volte con una verga e il 24 giugno gli vennero inferti altri quindici colpi. Il 26 giugno Alessio morì nella Fortezza di San Pietro e San Paolo a San Pietroburgo a causa delle torture subite, due giorni dopo che il senato l'aveva condannato come cospiratore contro il regno del padre, e per l'alleanza col popolo e con l'imperatore del Sacro Romano Impero, contro la Russia intera.
Dopo la morte dello zar Pietro il Grande, sarà suo nipote, figlio di suo figlio Alessio, a succedergli, col nome di Pietro II. Anch'egli scomparve poi prematuramente, ponendo così fine alla linea maschile della dinastia dei Romanov.

## Matrimonio e figli
Alessio sposò Carlotta Cristina di Brunswick-Wolfenbüttel, dalla quale ebbe:
- Natal'ja Alekseevna Romanova (1714-1728), granduchessa di Russia
- Pëtr Alekseevič Romanov (1715-1730), poi zar col nome di Pietro II

Alessio ebbe anche un'amante finlandese, Eufrosina, da cui ebbe un figlio che nacque a San Pietroburgo sotto la custodia dello zar, ma di cui dopo la morte dello stesso Alessio nulla più si seppe.

## Ascendenza
|                               |   |                                | Genitori                        |  |  | Nonni |  |  | Bisnonni          |  |  | Trisnonni             |  |
|                               |   |                                |                                 |  |  |       |  |  | Michele di Russia |  |  | Fëdor Nikitič Romanov |  |
|                               |   |                                |                                 |  |  |       |  |  | Michele di Russia |  |  | Fëdor Nikitič Romanov |  |
|                               |   | Ksenija Ivanovna Šestova       |                                 |  |  |       |  |  | Michele di Russia |  |  |                       |  |
| Alessio I di Russia           |   |                                |                                 |  |  |       |  |  | Michele di Russia |  |  |                       |  |
|                               |   | Evdokija Luk'janovna Strešnëva | Luk'jan Stepanovič Strešnëv     |  |  |       |  |  |                   |  |  |                       |  |
|                               |   | Evdokija Luk'janovna Strešnëva | Luk'jan Stepanovič Strešnëv     |  |  |       |  |  |                   |  |  |                       |  |
|                               |   | Evdokija Luk'janovna Strešnëva | Anna Konstantinovna Volkonskaja |  |  |       |  |  |                   |  |  |                       |  |
| Pietro I di Russia            |   | Evdokija Luk'janovna Strešnëva |                                 |  |  |       |  |  |                   |  |  |                       |  |
|                               |   | Kirill Poluektovič Naryškin    | Polouektov Ivanovič Naryškin    |  |  |       |  |  |                   |  |  |                       |  |
|                               |   | Kirill Poluektovič Naryškin    | Polouektov Ivanovič Naryškin    |  |  |       |  |  |                   |  |  |                       |  |
|                               |   | Kirill Poluektovič Naryškin    | …                               |  |  |       |  |  |                   |  |  |                       |  |
| Natal'ja Kirillovna Naryškina |   | Kirill Poluektovič Naryškin    |                                 |  |  |       |  |  |                   |  |  |                       |  |
|                               |   | Anna Leont'evna Leont'eva      | Leontij Dmitr'evič Leont'ev     |  |  |       |  |  |                   |  |  |                       |  |
|                               |   | Anna Leont'evna Leont'eva      | Leontij Dmitr'evič Leont'ev     |  |  |       |  |  |                   |  |  |                       |  |
|                               |   | Anna Leont'evna Leont'eva      | Praskòv'ja Ivanovna Leont'ev    |  |  |       |  |  |                   |  |  |                       |  |
| Aleksej Petrovič Romanov      |   | Anna Leont'evna Leont'eva      |                                 |  |  |       |  |  |                   |  |  |                       |  |
|                               | … | …                              |                                 |  |  |       |  |  |                   |  |  |                       |  |
|                               | … | …                              |                                 |  |  |       |  |  |                   |  |  |                       |  |
|                               | … | …                              |                                 |  |  |       |  |  |                   |  |  |                       |  |
| Fëdor Abramovič Lopuchin      | … |                                |                                 |  |  |       |  |  |                   |  |  |                       |  |
|                               |   | …                              | …                               |  |  |       |  |  |                   |  |  |                       |  |
|                               |   | …                              | …                               |  |  |       |  |  |                   |  |  |                       |  |
|                               |   | …                              | …                               |  |  |       |  |  |                   |  |  |                       |  |
| Evdokija Fëdorovna Lopuchina  |   | …                              |                                 |  |  |       |  |  |                   |  |  |                       |  |
|                               |   | …                              | …                               |  |  |       |  |  |                   |  |  |                       |  |
|                               |   | …                              | …                               |  |  |       |  |  |                   |  |  |                       |  |
|                               |   | …                              | …                               |  |  |       |  |  |                   |  |  |                       |  |
| Ustinija Bogdanovna Rtiščeva  |   | …                              |                                 |  |  |       |  |  |                   |  |  |                       |  |
|                               |   | …                              | …                               |  |  |       |  |  |                   |  |  |                       |  |
|                               |   | …                              | …                               |  |  |       |  |  |                   |  |  |                       |  |
|                               |   | …                              | …                               |  |  |       |  |  |                   |  |  |                       |  |
|                               |   | …                              |                                 |  |  |       |  |  |                   |  |  |                       |  |